# You Got Style
"You Got Style" (em português: "Tu tens estilo"/"Você tem estilo")  foi a canção que representou a Lituânia no Festival Eurovisão da Canção 2001 que teve lugar em Copenhaga, em 12 de maio desse ano.
A referida canção foi interpretada em inglês e lituano pela banda  SKAMP. Os SKAMP foram os oitavos a cantarem na noite do festival,a seguir à canção da Suécia "Listen To Your Heartbeat", cantada pela banda Friends e antes da canção da Letónia "Too Much", interpretada por Arnis Mednis. Terminou a competição em 13.º lugar, entre 23 participantes, tendo recebido um total de 35 pontos. No ano seguinte, em Festival Eurovisão da Canção 2002, a Lituânia foi representada por Aivaras  que interpretou o tema "Happy You".

## Autores
- Letristas Viktoras Diawara, Erica Quinn Jennings, Vilius Alesius
- Compositor:Viktoras Diawara

## Letra
A canção é uma faixa-tempo com influência de hip hop. A maior parte das letras são escritas  por Erica Quinn Jennings em inglês e cantado a partir da perspetiva de uma mulher vê um homem atraente "sentado ali olhando tão bom". Ela começa a cantar que ela gostaria de "passar algum tempo" com ele e que "você parece tão divina que você golpe minha mente / Acho que vou fazer minha, yeah". Depois do primeiro refrão, ela muda de opinião a pensar que "Mas uma vez que nos encontramos, eu provavelmente vou ver você não é bom para ser verdade / Só mais um tolo bonito", mas ainda quer conhecê-lo de qualquer maneira.
Após o segundo verso é uma batida em lituano por Viktoras Diawara , que descreve uma situação semelhante a partir da perspeiva de um homem ("Você olha para mim, meu coração começa a bater / Você paralisar os meus pensamentos") e expressa a sua satisfação em ter encontrado a mulher em questão em uma frase multilíngue, incluindo palavras alemãs e francesas. Na sua aparência na  Eurovisão, a banda Skamp usava uma variedade incomum de roupas. Erika estava vestida com um corpete branco acanhado, com uma manga de cor creme sobre um braço, e os outros nus, e vermelho das calças. Suas companheiras, Viktoras e Vilius, cada um usava apenas uma cor-Viktoras vestiam branco e preto Vilius. Foram adicionados três backing vocals masculinos usando  perucas coloridas ao estilo africano.

## Outras versões
- Spliff Gordon's euro-trash rmx (5:31)
- Spliff Gordon's pop rmx (3:34)
- Vee's garage mix [5:06]
- Dremoviq mix [7:34]

Ironicamente, segundo o historiador John O'Connor , a banda estava sob pressão para se retirar do Concurso, a fim de proteger sua credibilidade no seu país. O resultado, porém, foi o melhor classificação da Lituânia na Eurovisão até 2006 , um resultado que seria alcançado pela LT United , outra banda com Diawara.